# Nazilli
Nazilli es la ciudad más grande de la provincia de Aydin en la región del Egeo en el oeste de Turquía, a 47km al este de la ciudad de Aydın, en la carretera a Denizli.

## Etimología
Nazilli es un nombre turco que de alguna manera ha evolucionado a partir del antiguo nombre (también turco) de Pazarköy ("ciudad de mercado"). Según la leyenda, el hijo del gobernador de Aydin durante el período otomano se enamoró de una joven de Pazarköy pero fue rechazado por el padre de la chica. Más tarde, el joven llamó a la ciudad Nazlı Ili (Hogar de Nazlı) en honor a su amada. La viajera del siglo XVII Evliya Çelebi sostenía que la ciudad recibía su nombre por el capricho ('naz') de las mujeres locales en esta rica ciudad. Otra variante es que podría proceder del nombre de una familia de turcos oguz que se asentaron aquí.
Nazilli todavía era llamado Nazli por los británicos en 1920.

## Historia
Sus habitantes sobre todo se dedicaban al textil, por lo que tenían plantaciones de algodón en la zona. Los turcos oguz fueron sucedidos por los beylicatos de Anatolia, de Menteşe (en 1280) y luego por los aydiníes.
En 1390, Bayezid I incorporé el área al Imperio otomano. En ese momento, la ciudad constaba de dos pueblos, Cuma Yeri (Plaza de los viernes) y Pazarköy (Mercado de los días laborables). La ciudad solo se denominó más tarde Nazliköy. En 1402, Tamerlán derrotó a Bayezid en la batalla de Ankara y tomó el control de la región del Egeo, devolviendo el área de Nazilli a la familia Aydinita, pero el sultán Murad II lo recuperó rápidamente para los otomanos.
Durante la guerra de Independencia turca, Nazilli fue ocupada por las fuerzas griegas y quedó bajo control turco el 5 de septiembre de 1922. 

## Geografía
Nazilli se encuentra en las inmediaciones del río Menderes y gran parte del distrito se encuentra en el valle de Menderes, lleno de árboles de cítricos, olivos e higos, así como algodón, trigo y otros cultivos.

## Economía
Históricamente, Nazilli fue un productor de lignito. A partir de 1914 se producía en grandes cantidades, pero gestionado por una empresa estadounidense. El lignito, en 1920, era descrito como 'deplorablemente malo', a pesar de la demanda para exportarlo a través de Esmirna. Justo al norte de Nazilli, en 1920, también se explotaban minas de esmeril.

## Nazilli contemporáneo
Nazilli tiene, según el censo de 2018, una población de 156.748 habitantes.
El servicio ferroviario regional une la estación de Basmane en Izmir con Nazilli. Para el mismo trayecto también existen líneas de autobús.